# Ахат
Ахат (лат. Achates, др.-греч. Ἀχάτης) — часто упоминаемый в Энеиде храбрый троянец, солдат и оруженосец, верность которого его повелителю Энею вошла в поговорку. Он сопровождал Энея практически во всех описанных в этом эпическом произведении путешествиях, а иногда оказывался единственным его спутником. Несмотря на то, что Эней идёт во главе целого отряда троянских воинов, на разведку или в посольство к царям он, как правило, предпочитает ходить на пару именно с Ахатом.
Личность Ахата во всех существенных её чертах есть оригинальное создание Вергилия — автора этого латинского текста.